# 守護郎和半月熊
守護郎（韩语： Suhorang）和半月熊（韩语： Bandabi）是在南韓江原道平昌舉行的2018年冬季奥林匹克运动会和2018年冬季残奥会的吉祥物。守護郎是白老虎，半月熊是亞洲黑熊。

## 名稱
守護郎「수호랑」這個名字是由三個韓文詞相結合產生的：「수호」是韓文「守護」，意味著守護「世界和平」這一奧林匹克精神，也守護運動員、觀眾和所有工作人員；「호랑이」是韓文「老虎」，在這裡只取了其中前兩個字；平昌冬奧會的舉辦地是江原道， 其最有名的民謠歌曲就是《旌善阿里郎》，수호랑的名字也借用了這首歌名字的最後一個字。同時白老虎也象徵著朝鮮半島的地理形狀。半月熊「반다비」也是由三個韓文詞相結合產生的：「반다」源自「반달」，是「半月」的意思；而「비」則是表示紀念本次賽事的「碑」字。熊則是韓國傳說中很受尊崇的動物，在建國神話裡，太陽神之子「桓雄」就是和由熊變成的女子結婚，才生下朝鮮的開國國君「檀君」。

## 另見
- 費尼希斯和湯姆 – 2016年奧運及殘奧會吉祥物

## 外部連結
- 官方网站

| 前任： 費尼希斯 | 奧運吉祥物 守護郎 平昌 2018 | 繼任： 未来永远郎 |
| 前任： 湯姆     | 帕運吉祥物 半月熊 平昌 2018 | 繼任： 染井吉     |